# Тодорович, Иван
И́ван Тодо́рович (серб. Иван Тодоровић / Ivan Todorović; 29 июля 1983) — сербский футболист, полузащитник.

## Биография
Карьеру начинал в молодёжных школах «Партизана» из Белграда, но в клубе ему заиграть не удалось и он отдавался в аренду «Белграду», «Бежании», «Хайдуку» из Кулы. В 2004 году заключил контракт с клубом «Зетой», с которым становился третьим, потом четвёртым в сербском чемпионате, играл в еврокубках. В 2006 году, после того как стало ясно, что в следующем сезоне «Зета» перейдёт в чемпионат Черногории, был вынужден искать новый клуб. Сначала поехал во французскую «Тулузу», но клубу так и не подошёл, также были варианты с леверкузенским «Байером» и шотландским «Хартсом». В тот же год в Белград приехал Сергей Булатов, тогдашний селекционер «КАМАЗа», посмотрел несколько игр, после чего в Челны отправились три футболиста — Тодорович, Петрович и Грубештич. В 2012 году подписал контракт с волгоградским «Ротором».

## Молодёжная сборная
С молодёжной сборной Сербии Тодорович занимал третье место на чемпионате Европы в Португалии. В той команде его партнёрами были такие известные футболисты, как Милош Красич, Бранислав Иванович, вратарь Владимир Стойкович, нападающие Мирко Вучинич, Джордже Лазович.

## Достижения
- Бронзовый призёр молодёжного чемпионата Европы: 2006
- Обладатель Кубка Сербии: 2015[англ.]
- Бронзовый призёр первого российского дивизиона: 2008

## Семья
Двое детей: сын и дочь.